# Primitieve knoop

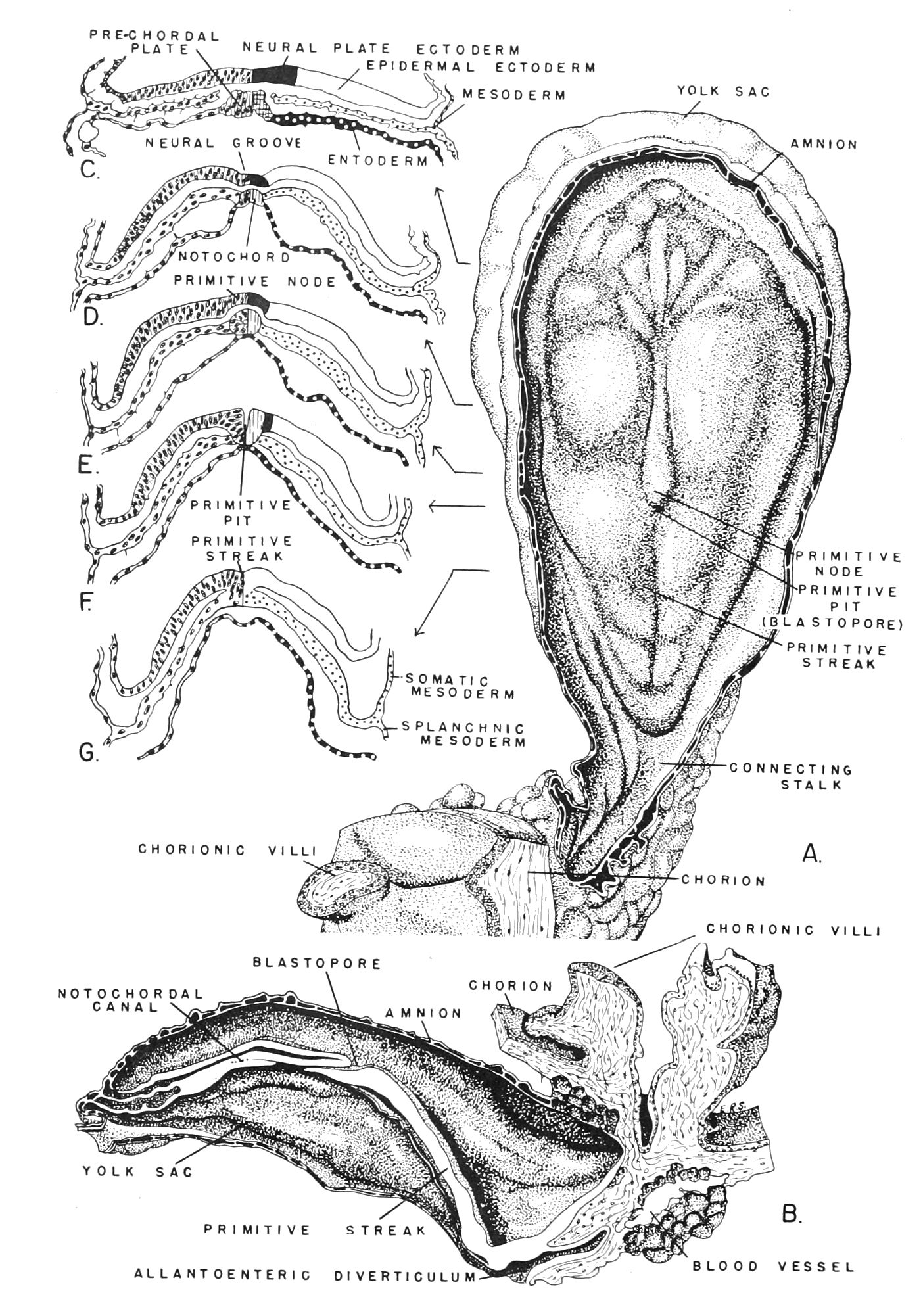
Laat gastrulastadium met drie kiembladen van een menselijk embryo. (A) Dorsaal aanzicht van de kiemschijf, amnion verwijderd. (B) Sagittale doorsnede door het middengebied van (A). (C-G) Dwarsdoorsneden zoals aangegeven

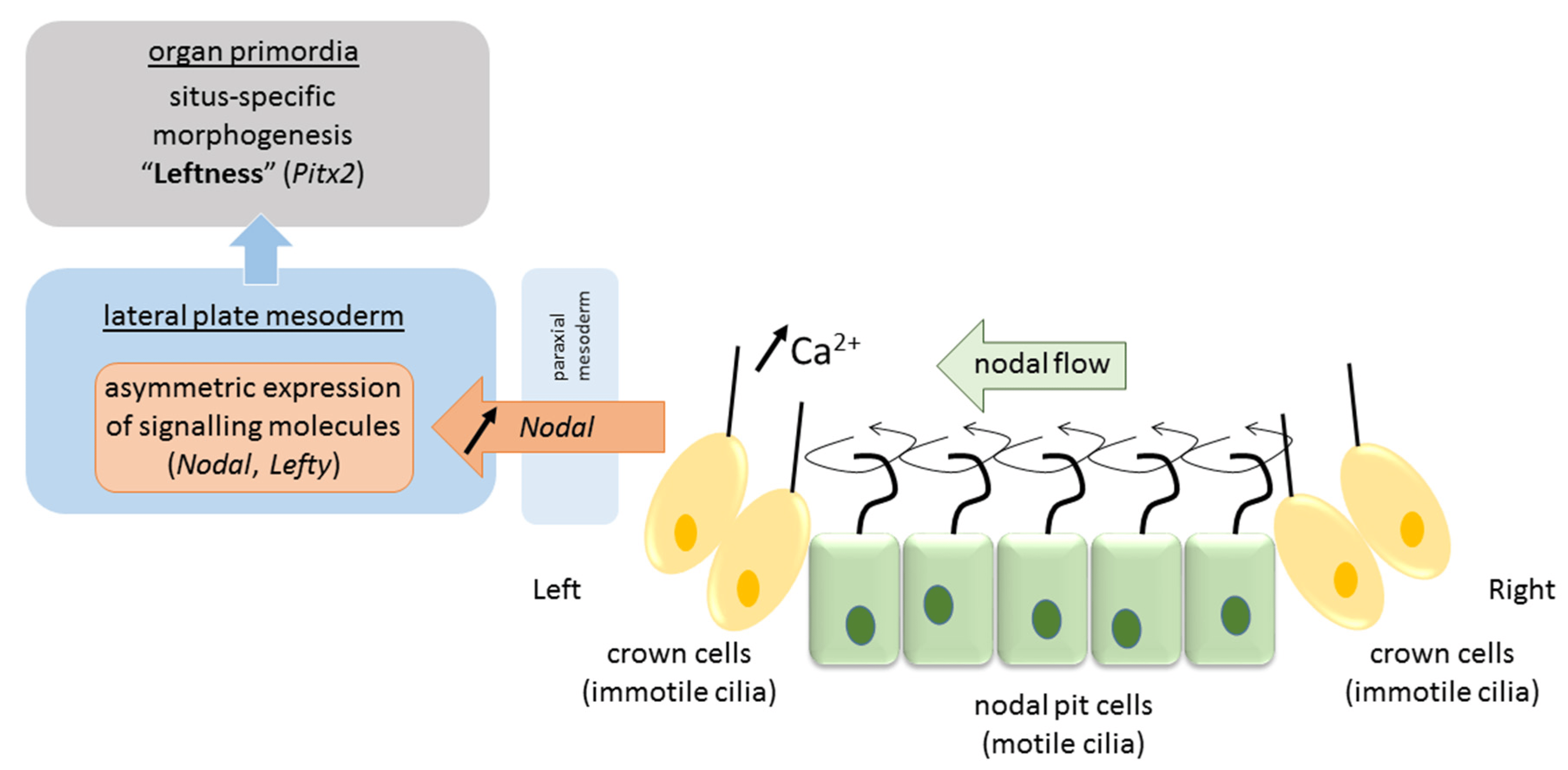
Ontstaan van asymmetrie van de organen

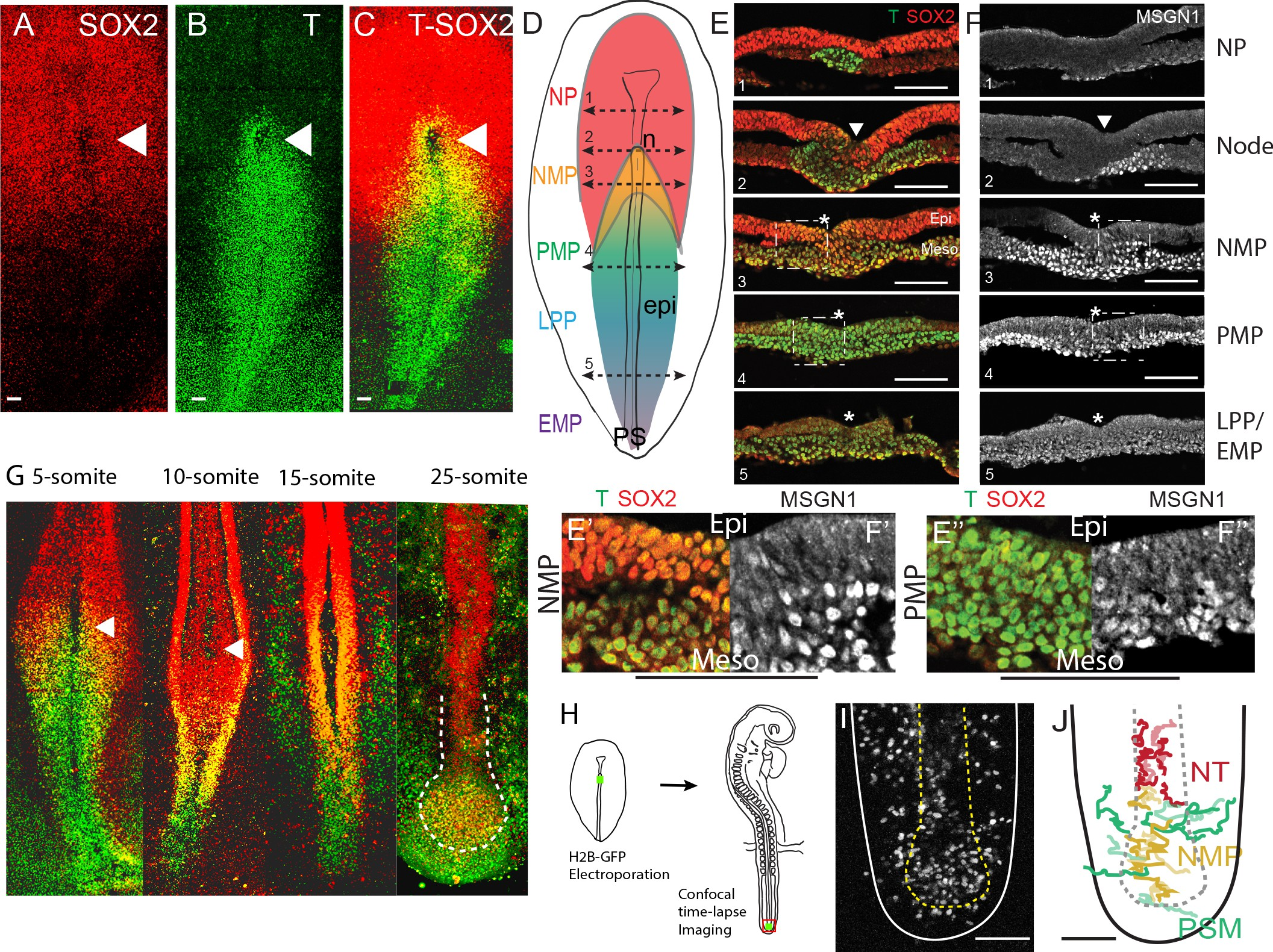
NP: neurale plaat; NMP: neuro-mesoderme voorlopercellen; PMP: presomitische mesoderm-voorlopercellen; LPP: laterale plaatvoorlopercellen; EMP: extra-embryonale mesoderm-voorlopercellen; n: primitieve knoop; epi: epiblast; Meso: mesoderm; PS: primitieve streep; NT: neurale buis. Pijlpunten: de knoop van Hensen. Sterretje: primitieve streep. (A – D, G – J) Dorsale aanzichten. Vóór de bovenkant. Schaalbalk: 100 µm.

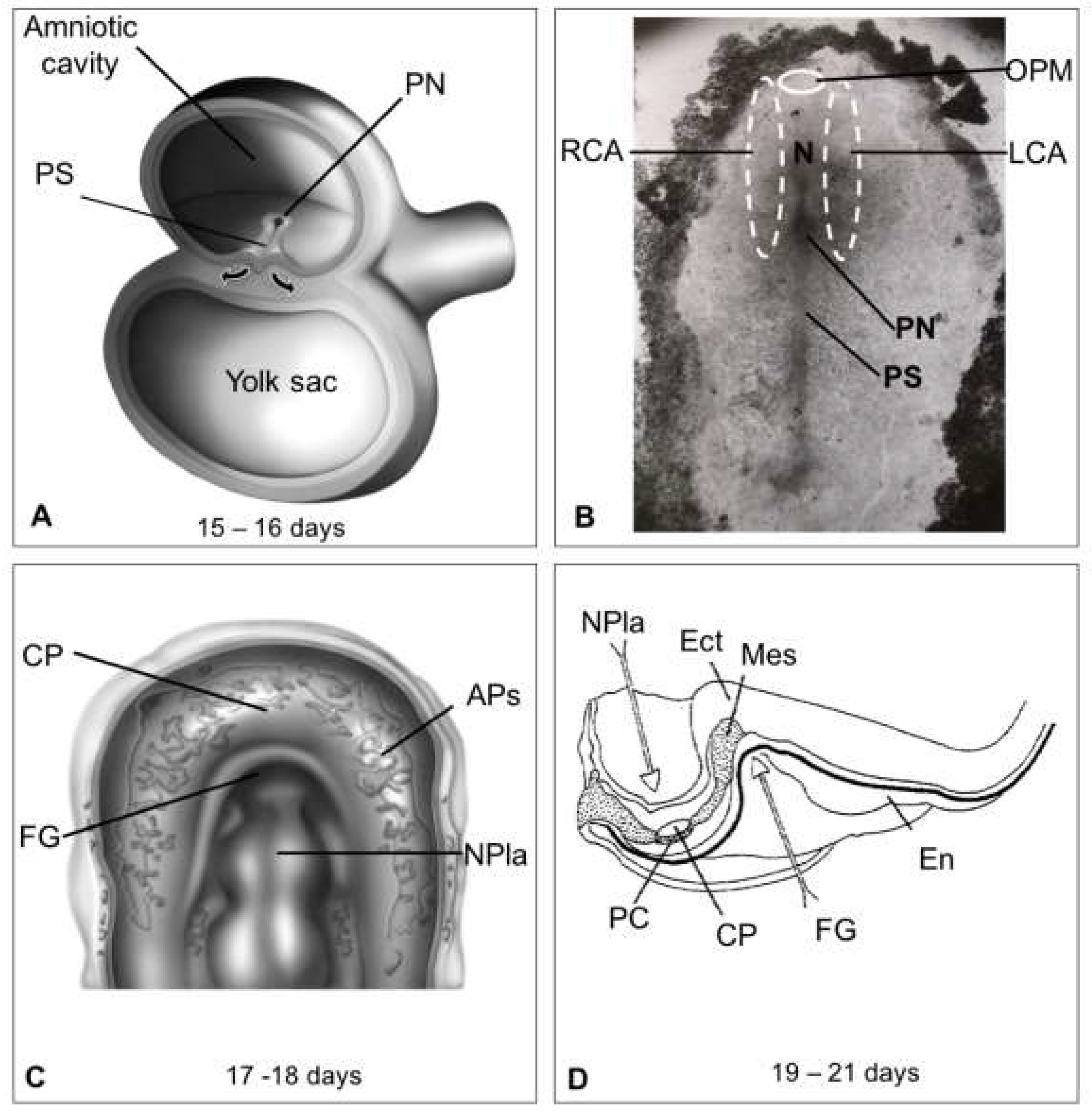
Menselijk embryo

De primitieve knoop is de organisator voor de gastrulatie in de meeste Amniota-embryo's. Bij vogels staat het bekend als de knoop van Hensen, bij amfibieën de Spemann-Mangold organizer en bij vissen  als het embryonale schild. Het wordt bij amfibieën gevormd door het Nieuwkoop centrum of door de achterste marginale zone (PMZ=posterior marginal zone) bij Amniota, inclusief vogels.

## Ontwikkeling
Bij de ontwikkeling van vogelembryo's begint de primitieve knoop als een regionale knoop van cellen die zich vormt op de blastodisc, onmiddellijk vóór de plaats waar de buitenste laag cellen naar binnen begint te migreren - een gebied dat bekend staat als de primitieve streep, die betrokken is bij de sikkel van Koller. Wanneer de primitieve streep zijn volledige lengte nadert (bijna 2 mm), vormt de punt, nu de knoop van Hensen genoemd, een nieuw compact geheel van cellen. Vanaf hier blijven cellen emigreren en worden vervangen door de omringende epiblast. Het centrum van de knoop van Hensen bevat een trechtervormige verdieping, de fovea primitiva, waar de cellen van de epiblast (de bovenste laag van embryonale cellen) aanvankelijk beginnen te invagineren en de primitieve groef vormen. Deze invaginatie breidt zich naar achteren uit in de primitieve groef terwijl de cellagen zich blijven verplaatsen in de ruimte tussen de embryonale cellen en de dooier. Dit onderscheidt het embryo in de drie kiembladen: endoderm, mesoderm en ectoderm. De primitieve knoop migreert naar achteren naarmate de gastrulatie voortgaat en wordt uiteindelijk geabsorbeerd in de staartknop. De cellen op het oppervlak van de primitieve knoop/fovea primitiva hebben trilharen die heen en weer bewegen en zo voor een gerichte, extracellulaire stroom zorgen, waardoor de Nodal-signaalmoleculen van links naar rechts bewegen. Hierdoor ontstaat een asymmetrische verdeling van moleculen en ontstaat de links-rechtsasymmetrie van de inwendige organen (het viscerale systeem). Cellen die Nodalsignalen ontvangen nemen de morfologie van de linkerkant aan en cellen die Nodalsignalen missen nemen de morfologie van de rechterkant aan. Bij het niet goed functioneren ontstaan afwijkingen, de zogenaamde situs inversa en situs ambiguus. Bij de embryo's van de kip en het varken komen deze trilharen niet voor. Echter onderzoek bij de talpid3-kip suggereert echter dat cilia hier misschien wel een rol kunnen spelen, net als bij de rest van de gewervelden. De vroege aanwezigheid van het TALPID3-eiwit ligt ten grondslag aan de normale lateraliteit door de vorming van cilia in de vroege ontwikkelingsstadia. Dit maakt op zijn beurt de normale transductie van het Shh-eiwit mogelijk, wat de normale expressie van lateraliteitsmarkers initieert en daardoor normale asymmetrische morfogenese induceert.
Dit leidt tot een dynamisch karakter van de primitieve knoop en een niet-homogene cellulaire samenstelling, zoals blijkt uit het lot van emigrerende cellen en uit genexpressiepatronen. De primitieveknoopcellen drukken niet de samenstelling van organisator-inducerende factoren uit, die aanwezig zijn in de posterieure marginale zone en in de jonge primitieve streep. De primitieve knoop vertegenwoordigt daarom een nieuwe functionele kwaliteit. De aanwezigheid van een antidorsaliserende activiteit in de primitieve knoop, de TGF-achtige factor ADMP (anti-dorsaliserend morfogenetisch proteïne), verhindert verdere, anterieure en laterale, primitieveknoopinducties, waardoor er maar één primitieve knoop wordt gevormd.

## Standaardmodel
De cellen van het primitieve knoop scheiden veel cellulaire signalen af die essentieel zijn voor neurale differentiatie. Na gastrulatie wordt het zich ontwikkelende embryo verdeeld in het ectoderm, mesoderm en endoderm. Het ectoderm geeft aanleiding tot epitheel en zenuwweefsel, waarbij zenuwweefsel de standaard bestemming van de cel is. Botmorfogenetische proteïnen (BMP's) onderdrukken neurale differentiatie en bevorderen epitheelgroei. Daarom scheidt de primitieve knoop (de dorsale lip van de blastoporus) BMP-antagonisten af, waaronder noggin, chordin en follistatine. De primitieve knoop geeft aanleiding tot het pre-axiaalmesoderm, de chorda dorsalis en het mediale deel van de somieten.
De eerste cellen die door de knoop van Hensen migreren, zijn de cellen die bestemd zijn om het faryngeale endoderm van de voordarm te worden. Eenmaal diep in het embryo migreren deze endodermcellen naar voren en verdringen uiteindelijk de hypoblastcellen, waardoor de hypoblastcellen worden beperkt tot een gebied in het voorste deel van de area pellucida. Dit voorste gebied, de anterior extra-embryonale structuur, vormt geen embryonale structuren, maar bevat wel de voorlopers van de kiemcellen, die later via de bloedvaten naar de geslachtsklieren migreren.
De volgende cellen die via de knoop van Hensen binnenkomen, bewegen ook naar voren, maar ze gaan niet zo ver ventraal als de vermoedelijke endodermcellen in de voordarm. In plaats daarvan blijven ze tussen het endoderm en de epiblast om het mesoderm van de lamina praechordalis te vormen. De kop van het vogelembryo vormt zich dus anterieur (rostraal) ten opzichte van de knoop van Hensen. De volgende cellen die door de knoop van Hensen gaan, worden het chordamesoderm. Het axiaal mesoderm bestaat uit twee componenten: het kopgedeelte en de chorda dorsalis. Het meest voorste deel, het kopuitsteeksel, wordt gevormd door centrale mesodermcellen die naar voren migreren, achter het mesoderm van de lamina praechordalis en naar de rostrale punt van het embryo. Het kopgedeelte zal ten grondslag liggen aan de cellen die de voorhersenen en de middenhersenen zullen vormen. Naarmate de primitieve streep kleiner wordt, zullen de cellen die worden afgezet door het kleiner worden van de knoop van Hensen de chorda dorsalis worden in een proces dat neurulatie wordt genoemd.

## Moleculaire signalen

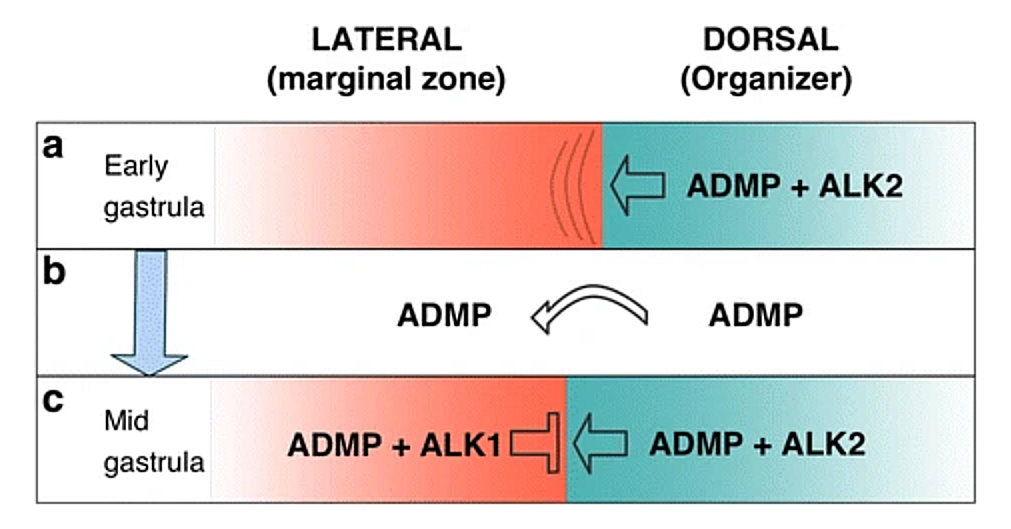
ADMP (Anti-dorsaliserend morfogenetisch proteïne) vormt een zelfregulerend netwerk dat de grootte van het organisatordomein van de Spemann-Mangold organizer regelt.

De transciptiefactor Foxa2 is belangrijk voor de vorming van de primitieve knoop. Bij muizen komt de expressie van Foxa2 in de primitieve streep en primitieve knoop voor vanaf 6,5 dagen na de bevruchting.
Om de Spemann-Mangold organizer te kunnen vormen, moeten moederlijke factoren, zoals mVegT, aanwezig zijn in de vegetatieve cap. Wnt-reactiepadsignalering is het andere belangrijke moederlijke signaal in de vorming van de organisator en is autonoom vereist voor expressie van organisatorgenen. Siamois (Sia) en Twin (Xtwn) worden tot expressie gebracht bij het begin van de zygotische genexpressie in de blastula en wordt geactiveerd door Wnt-signalering in het blastula Chordin- en Noggin-expressie (BCNE) centrum. Sia en Xtwn kunnen functioneren als homo- of heterodimeren om een geconserveerde P3-plaats te binden binnen het proximale element (PE) van de goosecoid (Gsc) promotor. Wnt-signalering werkt ook samen met mVegT om Xnr5 (Xenopus nodal-related5) up te reguleren, uitgescheiden door het Nieuwkoop centrum, in het binnenste dorso-vegetale gebied, wat vervolgens zal leiden tot aanvullende transcriptiefactoren zoals Xnr1, Xnr2, Gsc, Chordin (chd). Het laatste signaal wordt gemedieerd door Nodale/activine signalering, waardoor transcriptiefactoren worden geïnduceerd, die in combinatie met Sia het cerberus  (cer) gen zullen induceren.
Regionale verschillen in genexpressiepatronen worden waargenomen in de knoop van Hensen in het zes-somietstadium. Shh komt sterk tot expressie in de rostrale helft van de knoop van Hensen, zowel dorsaal als ventraal, toekomstige vloerplaat- en chorda dorsaliscellen. In de caudale knoop worden Shh-transcripten geleidelijk minder overvloedig en bevinden ze zich hoofdzakelijk in de meest ventrale cellen, behalve de endodermale cellen.
Daarentegen wordt HNF-3b tot expressie gebracht in de alle cellen die zich in het midden van de fovea primitiva bevinden en zich ongeveer 70 mm naar achteren uitstrekken. Zowel Shh- als HNF-3b-transcripten worden aangetroffen in de chorda dorsalis en de vloerplaat rostraal van de knoop, en ze zijn volledig afwezig in de laterale en caudale neurale plaat en de primitieve streep. In de eigenlijke knoop lijkt het Chordin-expressiepatroon sterk op dat van HNF-3b, maar meer rostraal wordt Chordin niet langer tot expressie gebracht in de vloerplaat, maar voornamelijk in het ventrale deel van de knoop.
Vergelijking van de expressiepatronen van deze verschillende genen en van de cellulaire rangschikking in het knoopgebied leidde tot het definiëren van drie zones. Anterieur (zone a) worden de derivaten van de knoop die HNF-3b en Shh tot expressie brengen (chorda dorsalis en vloerplaat) gescheiden door het vormen van een basaal membraan, maar zijn nauw met elkaar verbonden. In het gebied van het middendeel van de fovea primitiva (zone b) kan de toekomstige vloerplaat worden onderscheiden door een kolomvormige opstelling van zijn cellen. Onder deze vormende epitheellaag zijn de vermoedelijke chorda-dorsaliscellen willekeurig en losjes gerangschikt. HNF-3b en Shh komen beide tot expressie in dit gebied, dat het grootste deel van de knoop vormt. Caudaal van de rand van het middendeel van fovea primitiva zijn de cellen van de knoop die HNF-3b tot expressie brengen maar niet Shh (zone c) dicht opeengepakt zonder enige epitheelrangschikking te vertonen. Interessant is dat de gebieden die HNF-3b en Ch-Tbx6L tot expressie brengen, die respectievelijk de caudale HN en de punt van de primitieve streep (TPS) vormen, elkaar niet overlappen.
Wanneer de primitieve knoop kleiner begint te worden, creëert het de chorda dorsalis dat FGF4 uitscheidt en migrerende mesodermcellen terug naar de middellijn trekt.

## Afbeeldingen

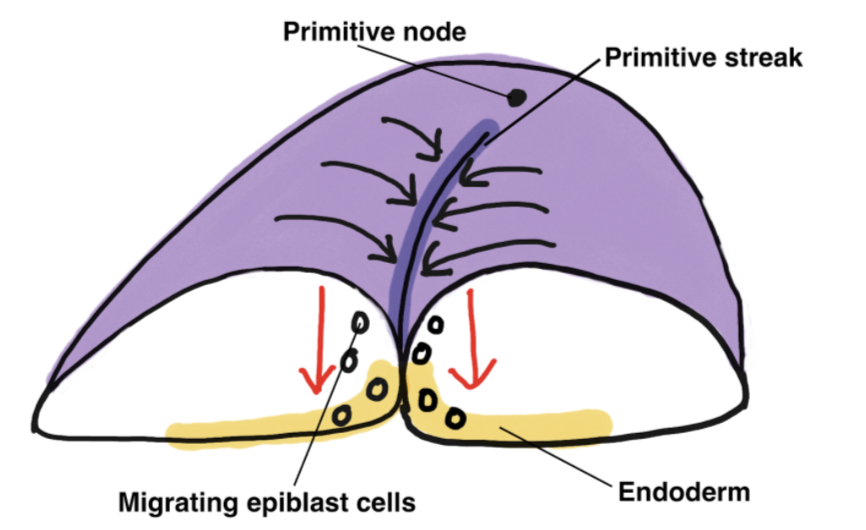
Migratie van epiblastcellen in het zoogdierembryo
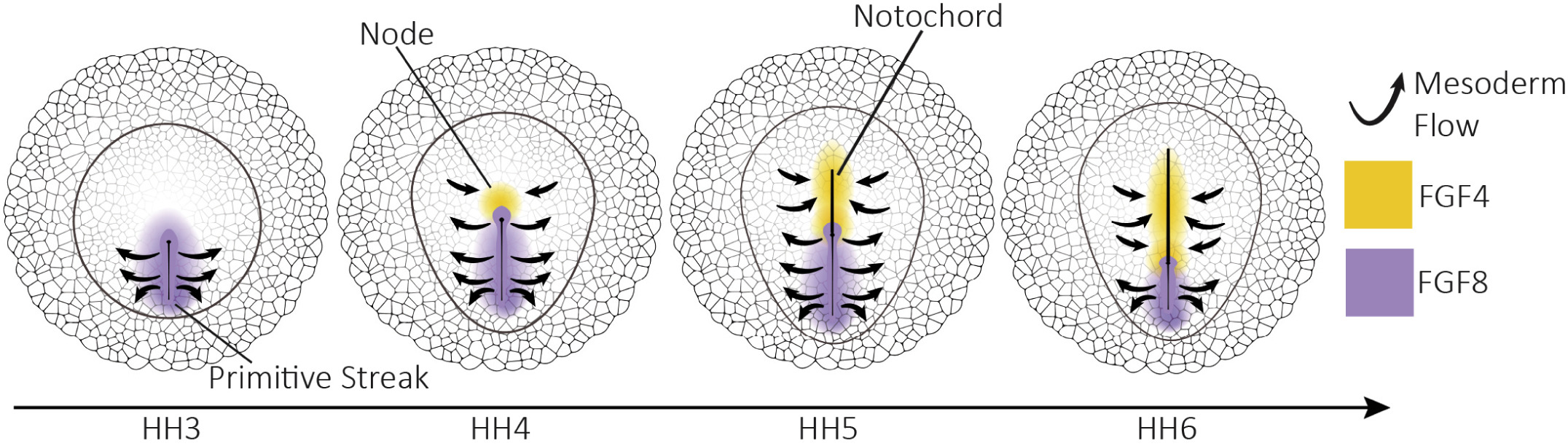
FGF-signalering bij mesodermmigratie bij vogels. 1) FGF8 wordt uitgescheiden in de primitieve streep en werkt als een afstotend signaal voor de mesodermcellen. Zodra cellen binnendringen, migreren ze naar buiten via chemo-afstoting. 2) Wanneer de primitieve knoop kleiner begint te worden, creëert het de chorda dorsalis dat FGF4 uitscheidt en migrerende mesodermcellen terug naar de middellijn trekt voor de vorming van somieten.
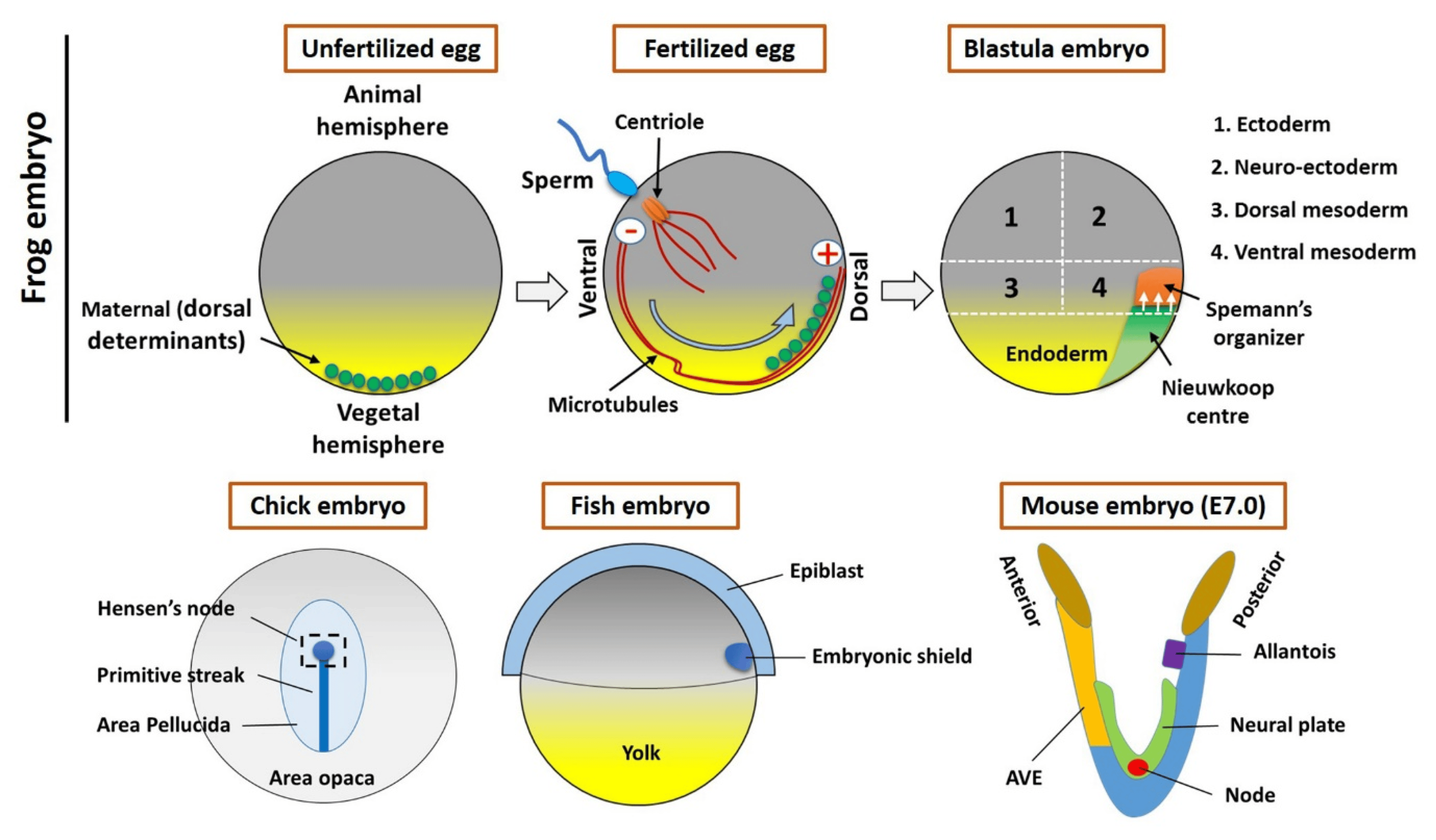
Vorming organisator en kiembladen van Xenopus-embryo's (bovenste paneel) Het onderste paneel toont de knoop van Hensen (kuikenembryo), embryonaal schild (visembryo) en de primitieve knoop met anterior visceraal endoderm (AVE) (muisembryo)
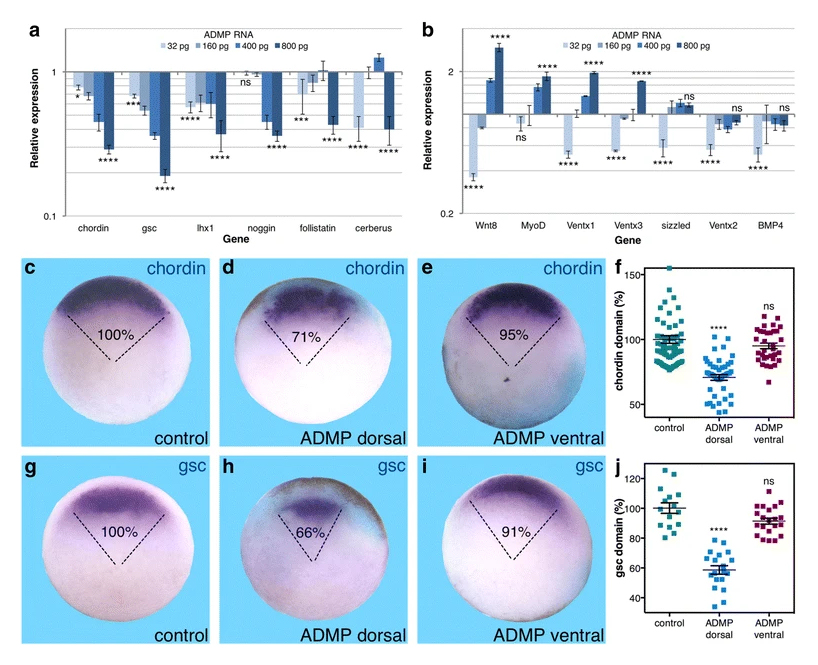
Spemann's organizer. ADMP beperkt de grootte van het organisatordomein
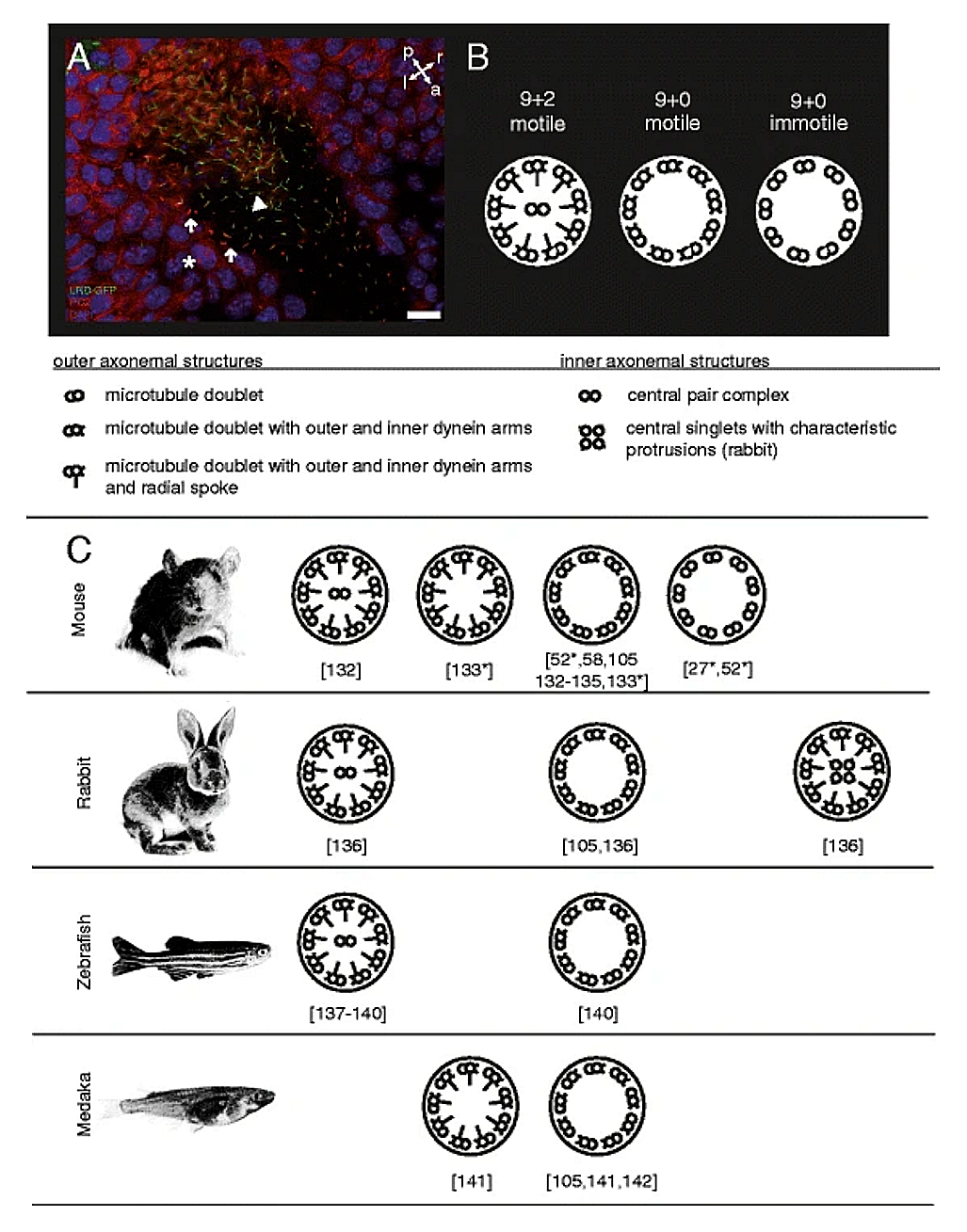
Verschillende trilharen bij verschillende dieren. Klassieke beweeglijke cilia (B) bezitten negen buitenste microtubuli-doubletten die een ring vormen rond een centraal paar (CP) van enkele microtubuli, genaamd 9 + 2 axonemen. De buitenste microtubulus-doubletten bezitten dyneïne-armen die de ritmische beweging van de axonemen aandrijven. A: Immunofluorescentie kleuring waarbij polycystine-2 (rood) wordt gedetecteerd in primitieveknoopmonocilia van een met GFP-fusieproteïne (groen) gekleurd muizenembryo in het 2 somietenstadium. Primaire cilia die polycystine-2 bevatten, worden aangetroffen op endodermcellen grenzend aan de primitieve knoop (asterix).
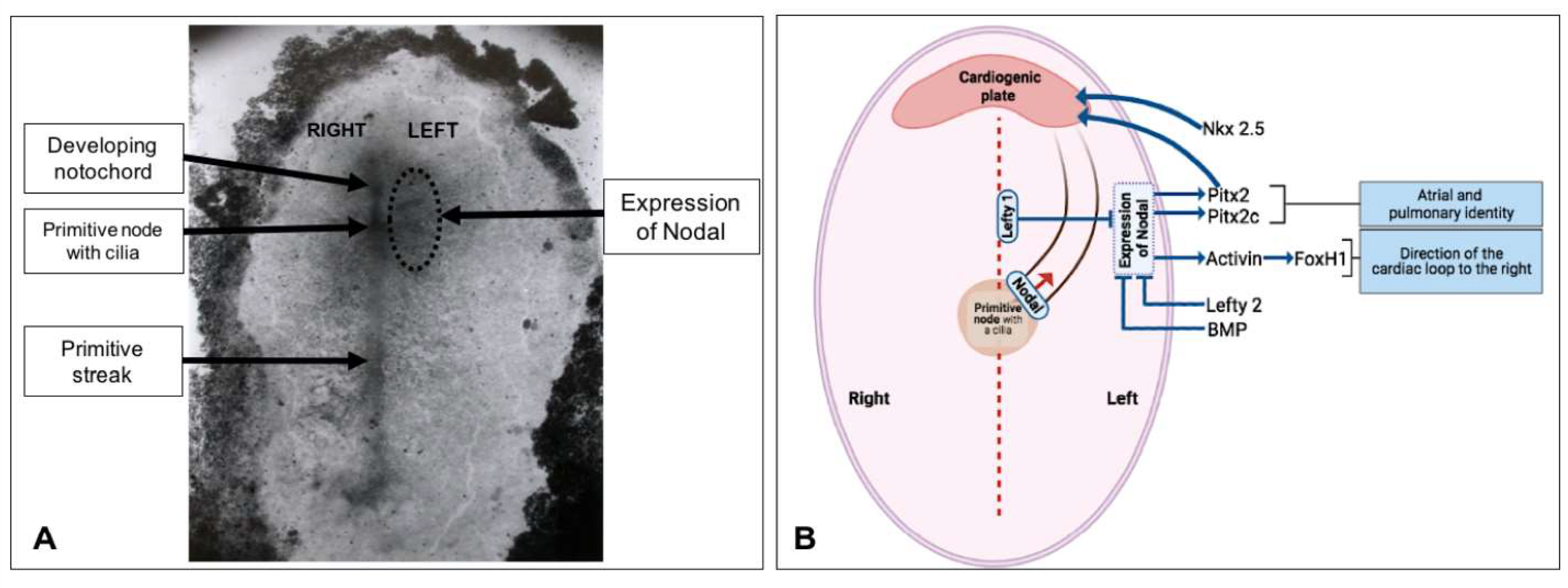
Links: Primitieve knoop met cilia
- Bewegende trilharen
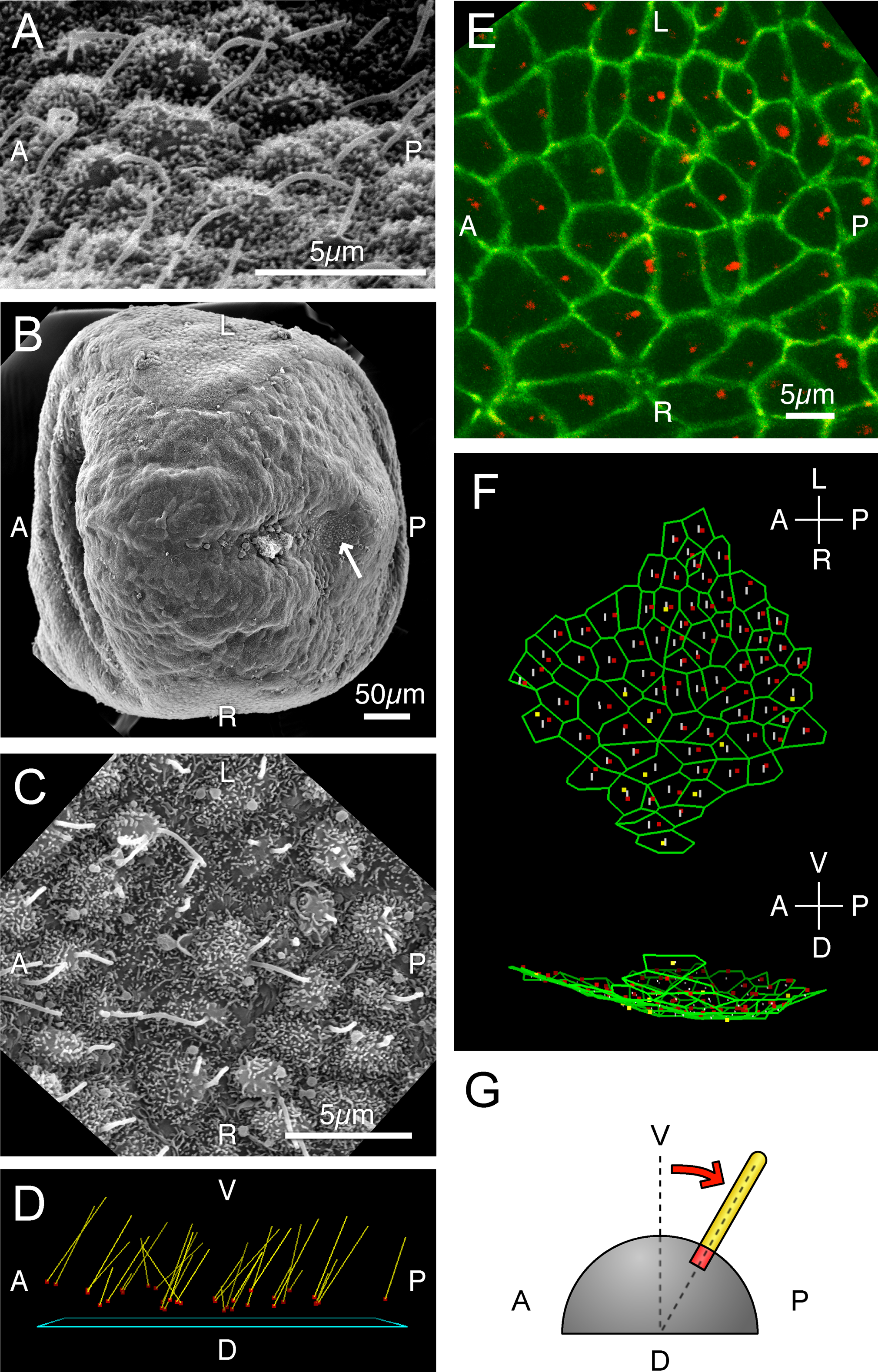
Trilharen staan schuin